# Herman Fältström
Herman Fältström, född 4 oktober 1941 i Falkenbergs församling i Hallands län, död 21 januari 2018 i Falkenbergs distrikt i Hallands län, var en svensk militär.

## Biografi
Fältström avlade studentexamen i Falkenberg 1962 och genomgick Kungliga Sjökrigsskolan 1962–1965. Han blev fänrik i flottan 1965 och var officer på jagare 1965–1969. Han gick på Vapenofficersskolan (artilleri) 1966 och befordrades till löjtnant 1967. Han var lärare i matematik och eldledningsteknik vid Vapenofficersskolan (BÖS) 1969–1970. Åren 1970–1973 studerade han vid Militärhögskolan och befordrades till kapten 1972. Han var artilleriofficer på jagare 1973–1975 och var stabsofficer vid Försvarets studieavdelning 1975–1980, befordrad till örlogskapten 1976. Han var chef för 5. patrullbåtsdivisionen 1980–1981. År 1981 befordrades han till kommendörkapten och var stabsofficer vid Försvarets programavdelning 1981–1982. Han var chef för studieavdelningen vid Marinstaben 1982–1985 och chef för studieavdelningen vid Försvarsstaben 1985–1989. År 1987 gick han högre totalförsvarsutbildning vid Försvarshögskolan och befordrades 1987 till kommendörkapten med särskild tjänsteställning. År 1989 befordrades han till kommendör och tjänstgjorde 1989–1991 vid Försvarets rationaliseringsinstitut. Han var chef för Marin Analys 1991–1992 och chef för Organisations- och analyssektionen vid Försvarsstaben 1992–1993. Åren 1993–1994 var han chef för Controlleravdelningen vid Högkvarteret och 1994–1998 chef för det av honom skapade Försvarets krigsspelscentrum.
Fältström invaldes 1983 i Kungliga Örlogsmannasällskapet och var dess sekreterare 1991–2005.

## Utmärkelser
- Kungliga Örlogsmannasällskapets förtjänstmedalj i guld (2008)[6]